# Lipka (přírodní památka)
Lipka je přírodní památka jihozápadně od města Vimperk v okrese Prachatice. Chráněné území se rozkládá zhruba ½ km vsv. od vesnice Lipka, jedné z místních částí Vimperka. Oblast spravuje Správa NP a CHKO Šumava.
Důvodem ochrany je lokalita všivce žezlovitého (Pedicularis sceptrum-carolinum), jenž zde byl největším druhem. Všivec bývá vysoký 30–120 cm, s květy žlutými, dlouhými až 3 cm a s červenou skvrnou na pysku. Je vytrvalý, zde rostl na mokrých loukách a rašelinách.